# Lebor Gabála Érenn

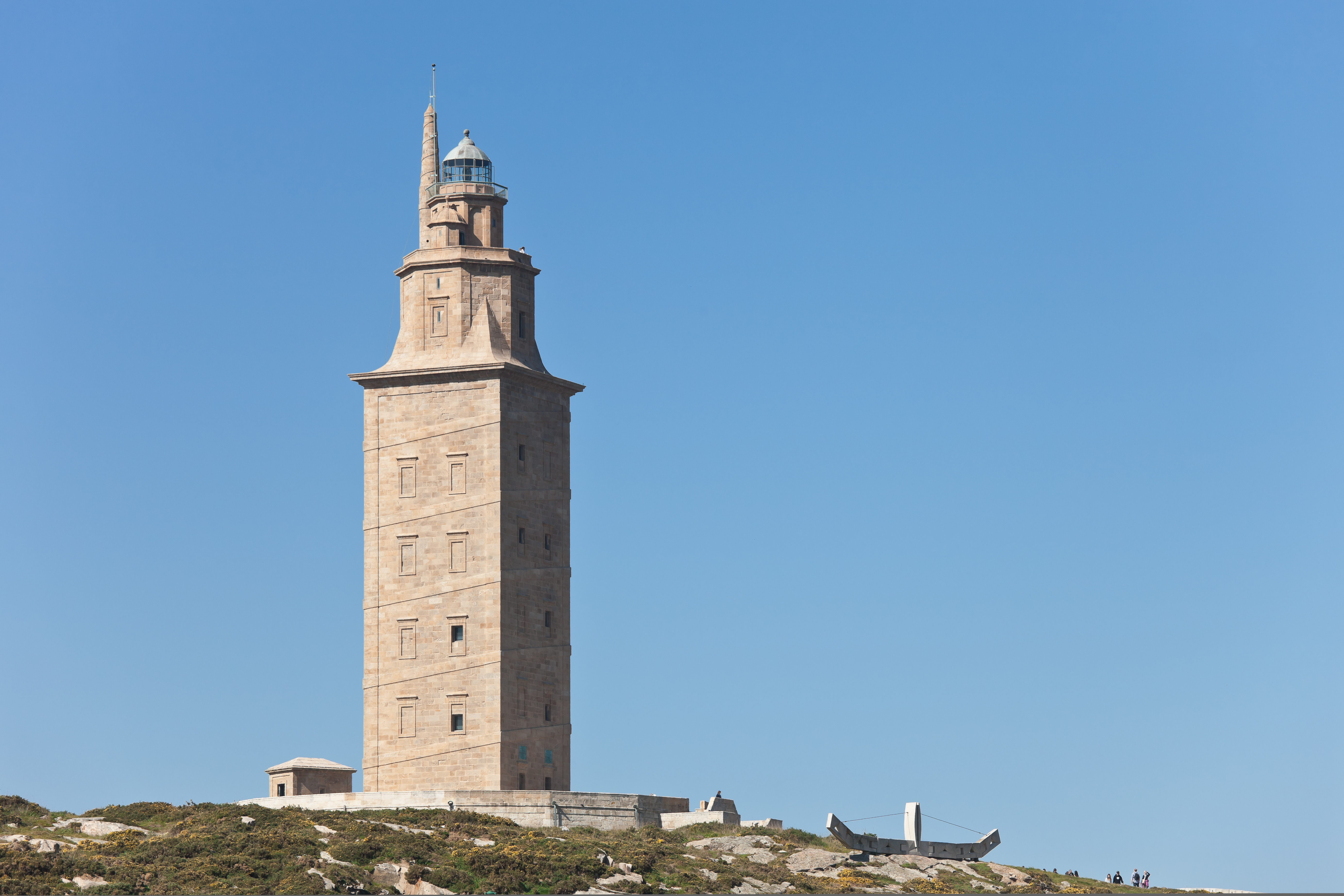
Wieża Breogána, 900 km na północ od La Coruña (północno-zachodnia Hiszpania), przebudowana w II i XVIII wieku: według iryjskiej i galijskiej mitologii, Breogán był ojcem Itha, wodza pierwszej ibero-celtyckiej wyprawy do Irlandii, z wieży tej Breogán miał po raz pierwszy zobaczyć Irlandię

Lebor Gabála Érenn (/'l´evər gə'va:lə 'e:r´ən´/, Księga najazdów na Irlandię) – średnioiryjski tytuł luźnego zbioru gawęd pisanych wierszem i prozą, opowiadających o mitycznym pochodzeniu i historii mieszkańców Irlandii począwszy od stworzenia świata aż do średniowiecza.
Uznawany jako ważny element folkloru, zbiór ten został opracowany i zredagowany przez nieznanego uczonego w XI wieku i można ją opisać jako zlepek mitologii, legend, historii, folkloru i chrześcijańskiej historiografii. Znana jest zwykle pod tytułem Księga Inwazji lub Księga Podbojów, natomiast we współczesnym języku irlandzkim pod tytułem Leabhar Gabhála na hÉireann.

## GenezaLebor Gabála Érenn
Sensu bycia przez Lebor Gabála Érenn literackim i dokładnym sprawozdaniem z historii mieszkańców Irlandii można upatrywać w próbie zapewnienia Irlandczykom spisanej historii, porównywalnej do tej jaką Izraelici otrzymali w Starym Testamencie. Wyciągając pogańskie mity celtyckiej Irlandii (zarówno galijskiej i przedgalijskiej), ale ponownie je interpretując w świetle chrześcijańskiej teologii i historiografii, opisuje sposób w jaki wyspa była poddawana kolejnym inwazjom, z których każda kolejna dodawała nowy rozdział w historii narodu. Biblijne paradygmaty zaopatrzyły twórców mitologii w gotowe historie które mogły być zaadaptowane ich zgodnie z ich zamysłem. Nie jest więc zaskakujące to, że przodkowie Irlandczyków trafiają do niewoli w cudzym kraju, uciekają na wygnanie, wędrują przez dzicz, czy też wypatrują w oddali "Ziemi Obiecanej".
W szczególności cztery chrześcijańskie dzieła odcisnęły się na kształcie Lebor Gabála Érenn:
- De Civitate Dei (413-426) św. Augustyna
- Historiae adversum paganos (417) Orozjusza
- Kronika Euzebiusza, przetłumaczona na łacinę przez św. Hieronima (379)
- Etymologiae lub Origines (początek VII w.) Izydora z Sewilli

Jednakże, elementy przedchrześcijańskie nie zostały nigdy całkowicie wymazane. Jeden z wierszy w Lebor Gabála Érenn opisuje na przykład, jak boginie z Tuatha Dé Danann wzięły sobie Galów za mąż, kiedy ci najechali i skolonizowali Irlandię. Ponadto, szablon następujących po sobie inwazji który jest zachowany w Lebor Gabála Érenn zastanawiająco przypomina opis Timagenesa z Aleksandrii, mówiący o pochodzeniu innego ludu celtyckiego, Galów kontynentalnej Europy. Cytowany przez historyka z IV w. Ammianusa Marcellinusa, Timagenes (I w. p.n.e.) opisuje jak przodkowie Galów byli zmuszeni opuścić swój ojczysty kraj we wschodniej Europie w następstwie wojen i powodzi.
Najwcześniejszy zachowany fragment iryjskiej pseudohistorii znajduje się w dziele walijskiego kapłana Nenniusza pt. Historia Brittonum (829-830). Nenniusz daje dwa oddzielne opisy odnośnie do wczesnej historii Irlandii. Pierwszy zawiera serię następujących po sobie kolonizacji przedgalijskich ludów z Hiszpanii, które znajdują swe miejsce również w Lebor Gabála Érenn. Drugi, natomiast, opisuje pochodzenie samych Galów i opowiada o tym jak stali się panami kraju i przodkami wszystkich Irlandczyków.
Obie historie doczekały się wzbogacenia i dopracowane przez irlandzkich bardów w IX w. W X i XI w. napisano kilka długich poematów historycznych które później zostały wcielone w układ Lebor Gabála Érenn. Spośród licznych autorów tych niezwykle ważnych źródeł, czterej poeci są znani z imienia:
- Eochaid ua Flainn (936-1004) z Armagh
- Flann Mainistrech mac Echthigrin (zm. 1056), lektor i historyk z opactwa Monasterboice
- Tanaide (zm. ok. 1075)
- Gilla Coemáin mac Gilla Shamthainne (u szczytu kariery w 1072)

Wkrótce, w XI wieku nieznany uczony zebrał ponad sto z tych poematów i połączył w opracowaną strukturę - częściowo jego własnej kompozycji i częściowo zapożyczoną ze starszych, już nieistniejących źródeł, które sparafrazował i rozszerzył w swoich wersach. W rezultacie powstała najwcześniejsza wersja Lebor Gabála Érenn. Została spisana w języku środkowo-iryjskim, formie iryjskiego galijskiego używanej pomiędzy 800 a 1200 rokiem.

## Warianty tekstowe
Od samego początku Lebor Gabála Érenn udowadniała, że jest niezwykle popularnym i wpływowym dokumentem, szybko zdobywając status kanoniczny. Starsze teksty były modyfikowane, tak aby ich treść była bardziej zgodna z jej wersją historii; w ciągu stulecia opracowywania istniał już nadmiar kopii i poprawek. Pięć rewizji Lebor Gabála Érenn zachowało się do naszych czasów, ocalając tym samym około tuzina średniowiecznych manuskryptów:
- Wydanie Pierwsze: zachowane w Księdze z Leinster (około 1150) i Księdze Fermoy (1373).
- Míniugud: to wydanie jest blisko związane z Wydaniem Pierwszym. Jest prawdopodobnie starsze od przetrwałych manuskryptów, ale na pewno nie starsze od zagubionego wzoru na którym te manuskrypty zostały oparte.
- Wydanie Drugie: przetrwało w nie mniej niż siedmiu oddzielnych tekstach, najbardziej znany z nich to Księga z Lecan (1418).
- Wydanie Trzecie: zachowane zarówno w Księdze Ballymote (1391) i Księdze z Lecan.
- Wydanie O'Clery'ego: napisane w 1631 przez Míchéla Ó Cléirigh, franciszkanina, jednego z Czterech Mistrzów.

Aż do siedemnastego wieku Lebor Gabála Érenn była wciąż akceptowana jako dokładna i literacko zgodna z prawdą historyczną o Irlandii. Czerpał z niej Geoffrey Keating podczas pisania swojej historii Irlandii, Foras Feasa ar Éirinn, była również używana przez autorów Kronik Czterech Mistrzów. Współcześni uczeni podchodzą znacznie bardziej krytycznie do tej pracy. Uważa się jednak, że może zawierać zapisy wczesnej historii Irlandii, aczkolwiek fragmentaryczne i zniekształcone. Najwięcej wątpliwości wzbudza zawarte w Lebor stwierdzenie, że najazd Galów miał miejsce w dalekiej przeszłości - około 1500 p.n.e. – oraz założenie, że wszyscy mieszkańcy chrześcijańskiej Irlandii byli potomkami pierwszych galijskich najeźdźców. Faktycznie, najazd Galów - przedstawiony w Lebor Gabála Érenn jako osadnictwo Milezjan - był najpóźniejszą z celtyckich inwazji Irlandii; miał miejsce po 150 r. p.n.e.
Lebor Gabála Érenn została przetłumaczona na język francuski w 1884. Pierwsze kompletne angielskie tłumaczenie R. A. Stewarta Macalistera powstało w latach 1937-1942. Zostało ono wzbogacone o własne, krytyczne uwagi Macalistera oraz o wstęp, w którym jasno wyraził swój pogląd, że
Lebor Gabála Érenn jest syntezą dwóch oryginalnie niezależnych prac: Historii Gaedil, opierającej się na historii Izraelitów ze Starego Testamentu i zbioru historii kilku pre-Gaelickich kolonizacji Irlandii (których historyczności Macalister nie daje zresztą zbytniej wiary). Całość została następnie wmieszana pomiędzy kolejne dzieło, przerywając je w krytycznym momencie narracji. Macalister zakłada, że prawie cały biblijny tekst jest łacińską pracą klasztorną zatytułowaną Liber Occupationis Hiberniae ("Księga Przechwycenia Irlandii").